# Список особо охраняемых природных территорий Томской области

## Заповедник
В Томской области расположена часть Васюганского заповедника, другая часть которого находится в соседней Новосибирской области.

## Заказники
В Томской области расположено 18 заказников.
- 15 зоологических:
  - Томский;
  - Верхне-Соровский;
  - Иловский;
  - Калтайский;
  - Карегодский;
  - Кеть-Касский;
  - Мало-Юксинский;
  - Октябрьский;
  - Осетрово-нельмовый;
  - Панинский
  - Першинский;
  - Поскоевский;
  - Тонгульский
  - Оглатский;
  - Чичка-Юльский.
- 2 ландшафтных:
  - Ларинский;
  - Поль-То.
- 1 ботанический:
  - Южнотаёжный.

Из них только Томский заказник имеет федеральное значение, остальные — региональное.

## Памятники природы
В Томской области насчитывается 145 памятников природы, из которых 69 расположены в Томском районе.

### Ботанические памятники природы
- Кедровники:
  - Аксёновский кедровник;
  - Базойский кедровник;
  - Богашёвский кедровник;
  - Бражкинский кедровник;
  - Вороновский кедровник;
  - Лучаново — Ипатовский кедровник;
  - Катушевский кедровник;
  - Кудринский кедровник;
  - Лоскутовский кедровник;
  - Мельниковский кедровник
  - Некрасовский кедровник;
  - Кедровник у сёл Старая и Новая Ювала;
  - Петуховский кедровник;
  - Плотниковский кедровник;
  - Губинский припоселковый кедровник;
  - Зоркальцевский припоселковый кедровник;
  - Ярской припоселковый кедровник;
  - Протопоповский кедровник
  - Верхне-Сеченовский кедровник;
  - Нижне-Сеченовский кедровник;
  - Писаревский кедровник;
  - Монастырский кедровник;
  - Тызырачевский кедровник
  - Конининский кедровник на правом берегу реки Киргизка у деревни Конинино;
  - Магадаевский кедровник;
  - Майковский кедровник;
  - Брасовский припоселковый кедровник;
  - Припоселковый кедровник у села Нарым;
  - Припоселковый кедровник у деревни Нелюбино;
  - Припоселковый кедровник у деревни Сурово;
  - Припоселковый кедровник у деревни Туендат;
  - Припоселковый кедровник у деревни Окунёвка;
  - Припоселковый кедровник у деревни Нагорный Иштан, в пойме реки Оби у слияния с рекой Томь;
  - Тымский припоселковый кедровник;
- Боры, рощи и другие леса:
  - Кудровский бор;
  - Припоселковый сосновый бор у посёлка Белый Яр;
  - Семёновский бор у 1 и 2 квартала Иннокентьевской дачи;
  - Сосновый бор у деревни Вершинино;
  - Никольский и Иринский боры;
  - Берёзовая роща у села Пышкино-Троицкое;
  - Компасский бор;
  - Тунгусовская роща;
  - Университетская роща;
  - Сосновый бор у села Победа;
  - Пойменный смешанный лес по реке Басандайка;
  - Смешанный лес на береговом склоне правобережья реки Томь у села Аникино;
- Лесопарки:
  - Басандайский лесопарк;
  - Кожевниковский лесопарк;
  - Припоселковый лесопарк у деревни Чердаты;
  - Трубачевский припоселковый лесопарк;
  - Лесопарк у деревни Киргизка;
  - Сосновый лесопарк у села Степановка;
  - Припоселковый лесопарк у деревни Яр;
  - Припоселковый лесопарк у села Яранка;
  - Припоселковый лесопарк у деревни Семёновка;
  - Лесопарк у бывшей деревни Ларино;
  - Припоселковый лес у деревни Батурино;
  - Лесопарк у села Нарым;
  - Лесопарк в центре села Кривошеино;
- Лесные дачи:
  - Заварзинская лесная дача;
- Припоселковые и городские парки:
  - Корниловский припоселковый парк;
  - Кузовлевский припоселковый парк;
  - Колпашевский городской парк (кедровый);
  - Припоселковый лесопарк у деревни Халдеево;
  - Припоселковый лесопарк у деревни Комаровка;
  - Богашёвский припоселковый лесопарк
  - Лязгинский припоселковый лесопарк;
  - Сафроновский припоселковый лесопарк.
- Урочища:
  - Лиственничное урочище;
  - Чилинское урочище.
- Острова:
  - Остров липы;
  - Острова лиственницы;
- Болота:
  - Болото Симоновское и Голубичное;
  - Участок Бакчарского водораздельного болота;
  - Болото в урочище Челбак;
  - Игловский болотный массив;
  - Пойменное болото «Симанский бор».
- Редкие виды:
  - Древостой чёрного тополя;
  - Береза кудрявая;
  - Карагана кустарниковая;
  - Можжевельник обыкновенный.
- Степи:
  - Реликтовый участок степи;
  - Фрагмент степи у села Уртам;
  - Фрагмент степи у села Воронова.
- Склоны:
  - Белый яр у деревни Белый Яр (Каргасокский район);
  - Склон с реликтовой растительностью у села Коларово;
  - Белоярская грива в верховье реки Лисица;
  - Волков бугор в низовье реки Васюган.

### Водные памятники природы
- Болотные массивы
  - болотный массив у села Новая Успенка
  - болотный массив в 20 километрах от села Старая Берёзовка
- Долины рек
  - долина реки Малая Киргизка
- Минеральные источники
  - буровая скважина в селе Чажемто
  - буровая скважина в окрестностях села Тегульдет
  - источник «Капитоновка» в 1,5 км от села Вершинино
  - радоновый источник в окрестностях деревни Заварзино
  - минеральный источник «Чажемто» в селе Чажемто
  - минеральный родник у 81 км железной дороги Тайга — Асино
  - родник «Дальний ключ» в переулке Тихом в Томске
  - родник «Дызвестный ключ» в окрестностях села Батурино
- Озёра
  - Белое озеро в Томске
  - Большие Чертаны в Первомайском районе
  - Будеево озеро в селе Самусь (обычно называется озером Круглым)
  - озеро Кирек у посёлка Кирек
  - Песчаное озеро у посёлка Тимирязевский
  - Сенная Курья на левом берегу реки Томи
  - Тургайское озеро в окрестностях посёлка Большой Кордон
  - Щучье озеро в 5 км от посёлка Большой Кордон
  - Первое Светлое озеро в Колпашевском районе
  - Голубое озеро в Александровском районе
  - озеро Паль-То в Каргасокском районе
  - Чёрное озеро в окрестностях бывшей деревни Песочная (ЗАТО Северск)[1]
  - озеро Колмахтон в Молчановском районе
  - Мундштучное озеро в Каргасокском районе
  - Прогрессовский пруд в Молчановском районе

### Геологические памятники природы
- Обнажения:
  - Лагерный сад
  - обнажение коренных пород у бывшей деревни Ларино
  - антиклинальная складка осадочных пород на правом берегу реки Киргизки в 0,5 км выше села Копыловка
  - Тунгусский Камень на правый берегу реки Малой Юксы, в окрестностях деревни Малая Антиповка
  - геологическое обнажение на правом берегу реки Большой Юксы, у посёлка Яринск
  - обнажение четвертичных песков и галечников на правом берегу реки Итатка, в окрестностях деревни Вороно-Пашня
  - Каспаранский Яр на левом берегу реки Большая Киргизка, в 1 километре выше микрорайона Реженка
  - Камень «Боец» в 2 километрах от деревни Ярское
  - Аникин Камень на границе Томской и Новосибирской областей
  - Киреевский Яр у села Киреевское
  - геологическое обнажение в устье реки Басандайки — «Голубые скалы»
  - Уртамовский Яр в окрестностях села Уртам
  - Вороновский Яр у села Вороново
  - обнажение Вертикос у села Вертикос
- Полезные ископаемые:
  - выход бурых углей на реке Большой Киргизке, у микрорайона Реженка
  - выход неогеновых глин Коньков Яр, по реке Васюган, выше села Новый Васюган
  - месторождение охры в окрестностях села Халдеево
  - месторождение минеральной краски «мумии» у села Халдеево, Баранцевская мельница
- Скалы:
  - Синий Утёс на территории одноимённого посёлка
  - известковая скала на реке Щербак у села Камень,
- Таловские известковые чаши

### Зоологические памятники природы
- Место весенних жировок диких животных в устье реки Яя
- Поселение бобра речного на реке Икса
- Поселение алтайского сурка в окрестностях бывшей деревни Ларино
- Токовище глухарей в Тимирязевской лесной даче
- Поселение муравьёв в Кисловском бору в 2 километрах от Дачного городка к деревне Кисловка
- Поселение бобра в окрестностях бывшей деревни Ларино